# Raad voor Aardwetenschappen
De Raad voor Aardwetenschappen (Frans: Le Conseil des Sciences de La Terre), afgekort tot RAW-CST, is een overkoepelende organisatie die de voornaamste Belgische verenigingen vertegenwoordigd die zich specialiseren in aard- en omgevingswetenschappen.

## Deontologische Erecode
De Deontologische Erecode werd destijds door de Raad voor Aardwetenschappen opgemaakt om een ethisch en moreel kader te scheppen voor iedereen die zich met aard- en omgevingswetenschappen bezighoudt. Alle verenigingen die deel uitmaken van de Raad voor Aardwetenschappen onderschrijven deze erecode en hebben de plicht deze na te leven tijdens de organisatie van privé- en groepsexcursies. Inbreuken op de erecode kunnen gesanctioneerd worden.